# 仏生山工場
仏生山工場（ぶっしょうざんこうじょう）は高松琴平電気鉄道において琴平線、長尾線所属車両の検査、改修等を行う車両基地。
仏生山車両所とも呼ばれ、車庫機能も備えている。仏生山駅を挟んで両側に工場と留置線が設置されており、西側の検車施設は通称『検車』、東側の検修施設は『工場』と呼称される。車輪研磨装置等の重要検査設備は工場に、洗車機つき洗浄線などの保守管理設備は検車に配置されている。車両の入換に使用するデカ1形電動貨車は、通常工場の留置線に留置されている。なお、毎年11月3日に行われる『ことでん電車まつり』で公開されるのは工場のみで、検車では通常の車両入換や出入庫を行うため、基本的に一般客は検車に入ることはできないが、『列車に乗っての洗浄線通過体験』などに参加すれば、検車内に入ること自体は可能なようである。
また、志度線の車両は通常今橋工場で検査業務を行うが、台車の重要な検査時等はトレーラーに積載して運搬し、仏生山工場で整備を担当する。そのため、線路が琴平線とつながっていない志度線車両の検査標記も、仏生山工場となっている。

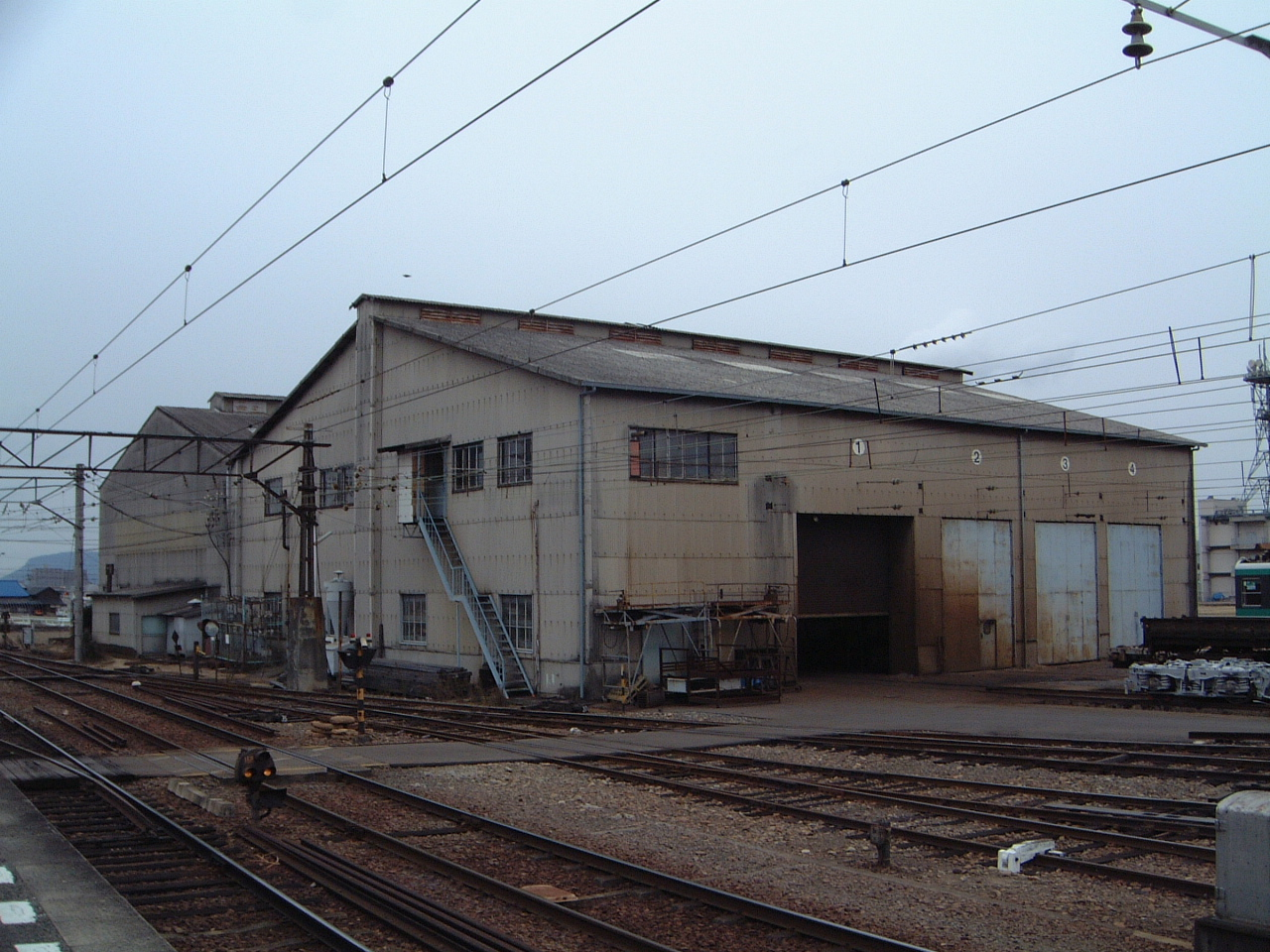
仏生山工場(2006年1月)
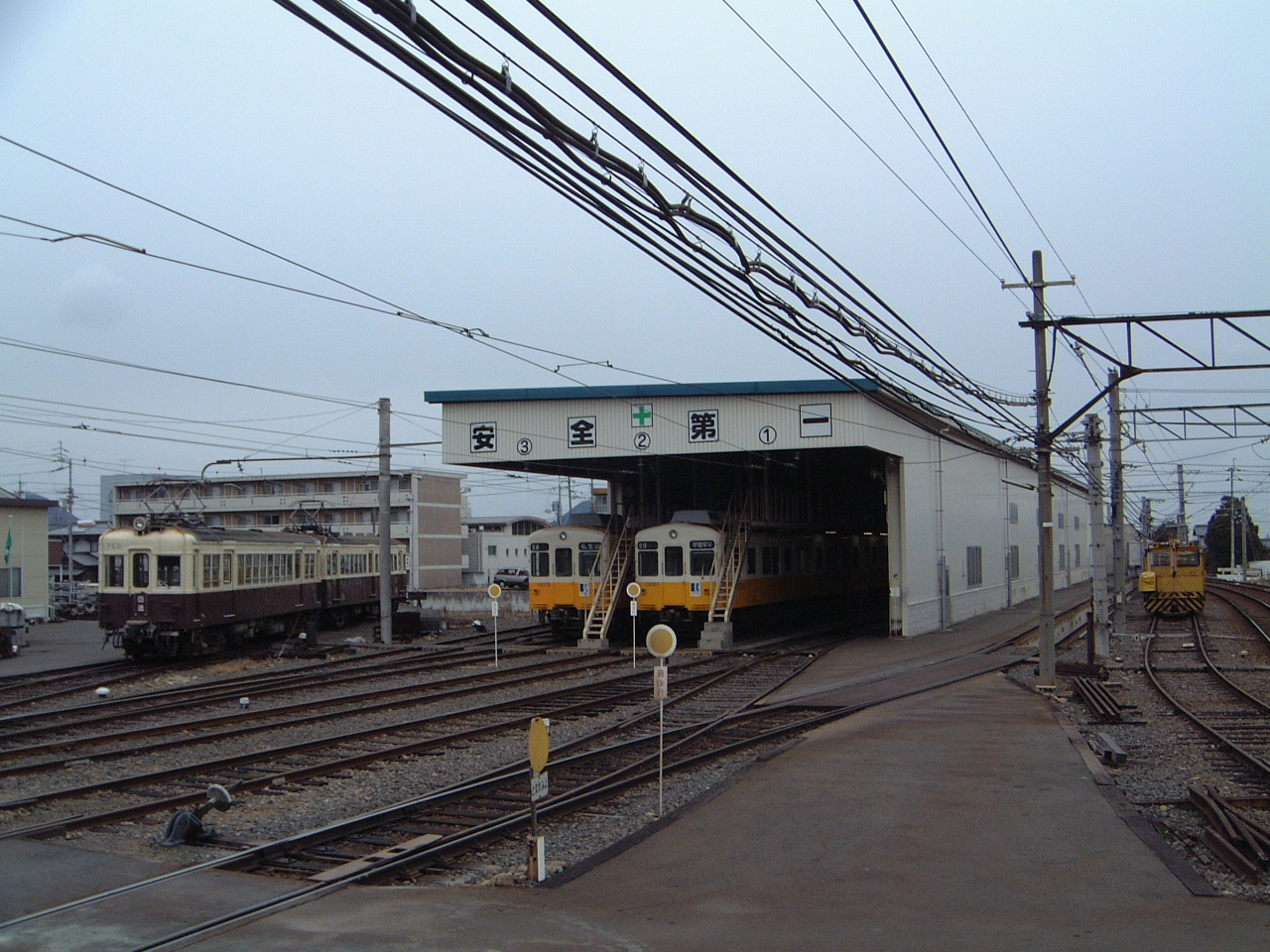
仏生山検車(2006年1月)